# Pseudosystole hofferi
Pseudosystole hofferi är en stekelart som beskrevs av Kalina 1969. Pseudosystole hofferi ingår i släktet Pseudosystole och familjen kragglanssteklar.
Artens utbredningsområde är:
- Tjeckien.
- Mongoliet.

Inga underarter finns listade i Catalogue of Life.